# Musa rubinea
Musa rubinea är en enhjärtbladig växtart som beskrevs av Markku Häkkinen och C.H.Teo. Musa rubinea ingår i släktet bananer, och familjen bananväxter. Inga underarter finns listade i Catalogue of Life.